# Warcraft: Durotan
Durotan je román napsaný spisovatelkou Christie Golden, zasazený do světa Warcraftu, který vytvořila společnost Blizzard Entertainment. Kniha je prequelem filmu Warcraft: První střet.

## Děj
Klan Frostwolf žije na severu země. Jsou zde silné zimy, které jsou rok od roku horší. Klan žije v harmonii s duchy a elementy. Náčelníkem klanu je Garad, kterého po jedné z loveckých výprav navštíví Gul'dan. Nezvykle vypadající ork mu nese poselství, že Draenor – země ve které žijí – umírá. Garadovi nabízí záchranu v podobě sjednocení všech orských klanů do Hordy a jejich následném odchodu do jiného světa. Garad tuto nabídku odmítá.
Velmi brzy po Gul'danově návštěvě Garad umírá a vedení kmene se ujímá jeho syn Durotan. I toho Gul'dan navštíví se stejnou věcí. Durotan stejně jako jeho otec nabídku odmítá. Zimy se postupně prodlužují, příležitostí k lovu a sběru ovoce je méně a méně. Navíc klan začínají ohrožovat Rudí chodci. Jsou to orkové, kteří v zájmu své záchrany začali zabíjet a pojídat ostatní orky.
Po několika stěhováních kmene a velké bitvě s Rudými chodci Durotan nemá jinou možnost, než souhlasit s odchodem z Draenoru do jiného světa.

## Postavy
- Durotan – hlavní hrdina knihy, válečník a náčelník klanu Frostwolf
- Gul'dan – ork s odlišným vzhledem, který se snaží spojit samostatné klany do Hordy
- Draka – žena Durotana, dříve vyloučená klanem pro svoji slabou fyzickou kondici
- Garad – otec Durotana, náčelník klanu, jenž byl otráven Guldanem
- Drek'Thar – šaman klanu rozmlouvající s duchy